# NGC 2384
NGC 2384 في الفهرس العام الجديد، هو عنقود نجمي، يقع في كوكبة الكلب الأكبر. اكتشف في 15 فبراير 1836 . بواسطة جون هيرشل .

## روابط خارجية
- NGC 2384 على موقع ويكي سكاي: DSS2, SDSS, GALEX, IRAS, Hydrogen α, X-Ray, Astrophoto, Sky Map, Articles and images